# KAB-250
Pour les articles homonymes, voir Kab.

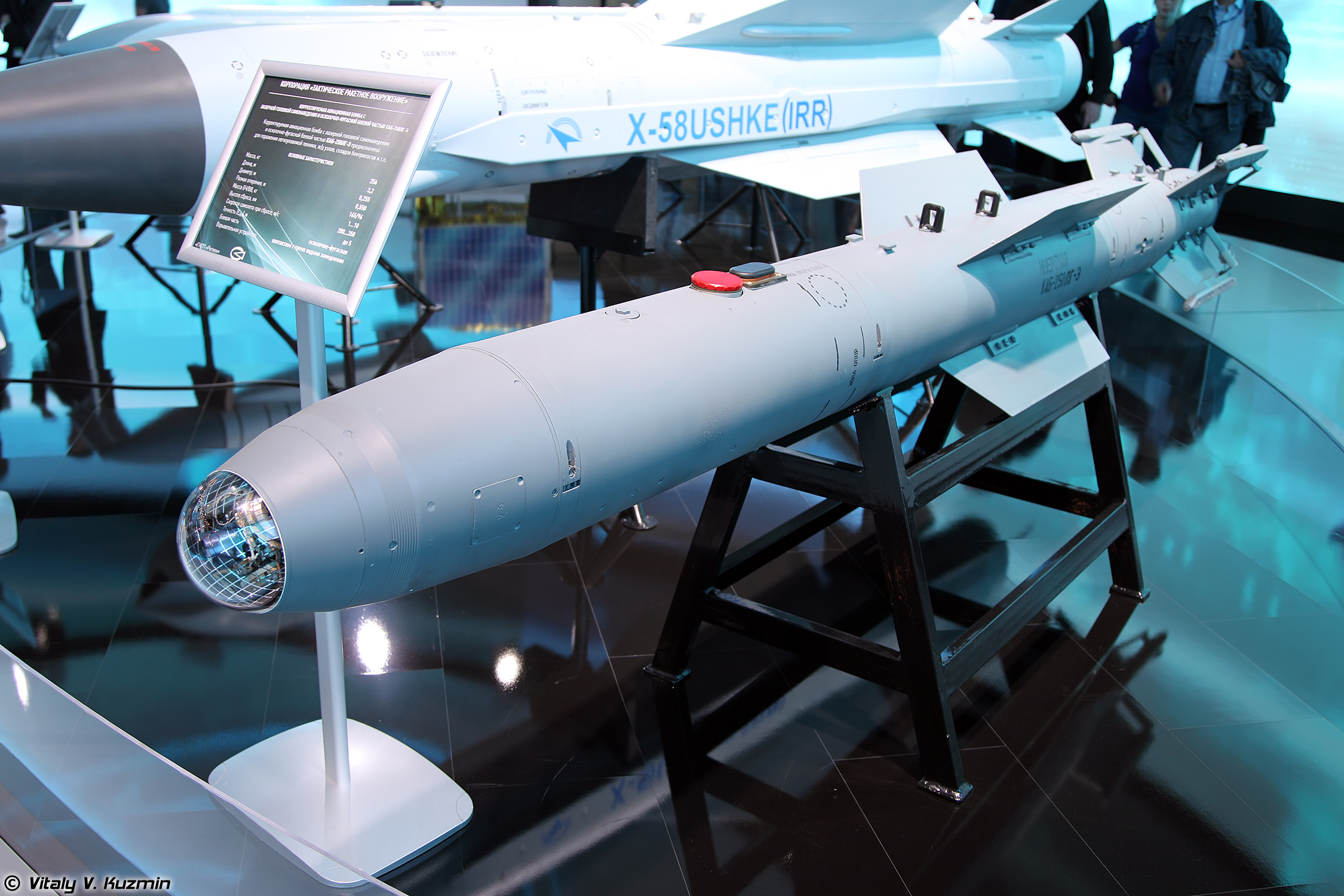
Bombe guidée KAB-250LG-E

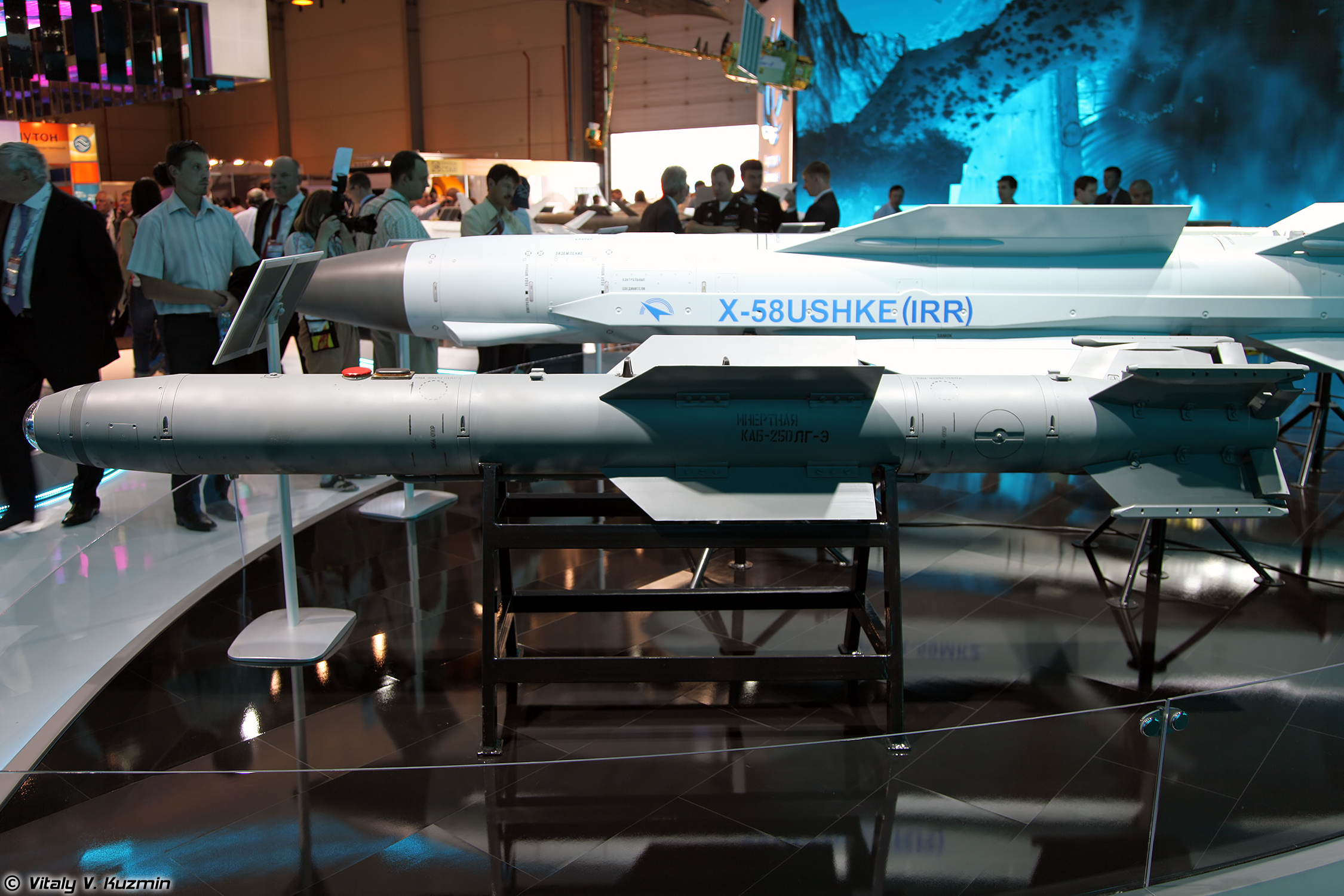
Bombe guidée KAB-250LG-E, vue latérale

Le KAB-250 est une bombe guidée d'origine russe qui fait partie de famille des bombes aériennes "KAB" développées dans les années 2000. Elle se présente sous deux formes, la bombe guidée par laser KAB-250LG-E et la bombe guidée par les satellites GLONASS la KAB-250S-E. Elle est mise en service dans l'armée de l'air russe post-soviétique depuis 2020.  KAB signifie "Корректируемая Авиационная Бомба" qui signifie "bombe aérienne gérée (corrigée)" et fait référence aux armes de haute précision,.
La bombe a été développée par la Tactical Missiles Corporation (en) et est manufacturée par la société "SSPE Region".
Le KAB-250 fait 3,2 m de long et pèse 256 kg. Son ogive pèse 166 kg, dont 91 kg d'explosif puissant à effet de souffle. Des sources russes lui attribuent un erreur circulaire probable (acronyme CEP en anglais) de 3 à 5 mètres. La technologie du KAB-250 est également utilisée pour des bombes plus puissantes comme la KAB-500L ou la KAB-1500L (en).
Elle a une forme visible en forme d'œuf. Elle a été testée en conditions réelles en Syrie à partir de 2015, la bombe a été intégrée et larguée par Sukhoi Su-34 sur des cibles de l'état islamique d'Irak et du Levant à une altitude de 5 000 m,.